# Selenid stříbrný
Selenid stříbrný je anorganická sloučenina se vzorcem Ag2Se. V přírodě se vyskytuje jako minerál naumannit, což je poměrně vzácný minerál stříbra, nicméně stal se uznaným jako důležitá sloučenina stříbra v některých rudách stříbra s nízkým obsahem síry v dolech v Nevadě.

## Příprava
Selenid stříbrný vzniká při reakci sloučenin selenu, například seleničitanu sodného (Na2SeO3), který je jednou z aktivních přísad, ve virážování. Na2SeO3 je zdrojem selenidových aniontů, které reagují se stříbrem.

## Struktura
Ag2Se se obvykle vyskytuje v kosočtverečné β modifikaci (prostorová grupa P212121, No. 19), ovšem při teplotách nad 130 °C se přeměňuje na
krychlovou α modifikaci (prostorová grupa Im-3m, No. 229, Pearsonův symbol cl20).